# Danh sách xã thuộc tỉnh Hòa Bình
Tính đến ngày 1 tháng 2 năm 2021, tỉnh Hòa Bình có 151 đơn vị hành chính cấp xã, trong đó có 129 xã.
Dưới đây là danh các xã thuộc tỉnh Hòa Bình hiện nay.
| Xã           | Trực thuộc         | Diện tích (km²) | Dân số (người) | Mật độ dân số (người/km²) | Thành lập |
| ------------ | ------------------ | --------------- | -------------- | ------------------------- | --------- |
| An Bình      | Huyện Lạc Thủy     |                 |                |                           |           |
| Ân Nghĩa     | Huyện Lạc Sơn      |                 |                |                           |           |
| Bảo Hiệu     | Huyện Yên Thủy     |                 |                |                           |           |
| Bao La       | Huyện Mai Châu     |                 |                |                           |           |
| Bắc Phong    | Huyện Cao Phong    |                 |                |                           |           |
| Bình Hẻm     | Huyện Lạc Sơn      |                 |                |                           |           |
| Bình Sơn     | Huyện Kim Bôi      |                 |                |                           |           |
| Bình Thanh   | Huyện Cao Phong    |                 |                |                           |           |
| Cao Dương    | Huyện Lương Sơn    |                 |                |                           |           |
| Cao Sơn      | Huyện Đà Bắc       |                 |                |                           |           |
| Cao Sơn      | Huyện Lương Sơn    |                 |                |                           |           |
| Chí Đạo      | Huyện Lạc Sơn      |                 |                |                           |           |
| Chiềng Châu  | Huyện Mai Châu     |                 |                |                           |           |
| Cun Pheo     | Huyện Mai Châu     |                 |                |                           |           |
| Cuối Hạ      | Huyện Kim Bôi      |                 |                |                           |           |
| Cư Yên       | Huyện Lương Sơn    |                 |                |                           |           |
| Dũng Phong   | Huyện Cao Phong    |                 |                |                           |           |
| Đa Phúc      | Huyện Yên Thủy     |                 |                |                           |           |
| Định Cư      | Huyện Lạc Sơn      |                 |                |                           |           |
| Đoàn Kết     | Huyện Đà Bắc       |                 |                |                           |           |
| Đoàn Kết     | Huyện Yên Thủy     |                 |                |                           |           |
| Độc Lập      | Thành phố Hòa Bình | 37,48           |                |                           |           |
| Đông Bắc     | Huyện Kim Bôi      |                 |                |                           |           |
| Đồng Chum    | Huyện Đà Bắc       |                 |                |                           |           |
| Đông Lai     | Huyện Tân Lạc      |                 |                |                           |           |
| Đồng Ruộng   | Huyện Đà Bắc       |                 |                |                           |           |
| Đồng Tâm     | Huyện Lạc Thủy     |                 |                |                           |           |
| Đồng Tân     | Huyện Mai Châu     |                 |                |                           |           |
| Đú Sáng      | Huyện Kim Bôi      |                 |                |                           |           |
| Gia Mô       | Huyện Tân Lạc      |                 |                |                           |           |
| Giáp Đắt     | Huyện Đà Bắc       |                 |                |                           |           |
| Hang Kia     | Huyện Mai Châu     |                 |                |                           |           |
| Hiền Lương   | Huyện Đà Bắc       |                 |                |                           |           |
| Hòa Bình     | Thành phố Hòa Bình | 27,72           |                |                           |           |
| Hòa Sơn      | Huyện Lương Sơn    |                 |                |                           |           |
| Hợp Phong    | Huyện Cao Phong    |                 |                |                           |           |
| Hợp Thành    | Thành phố Hòa Bình | 18,25           |                |                           |           |
| Hợp Tiến     | Huyện Kim Bôi      |                 |                |                           |           |
| Hùng Sơn     | Huyện Kim Bôi      |                 |                |                           |           |
| Hưng Thi     | Huyện Lạc Thủy     |                 |                |                           |           |
| Hương Nhượng | Huyện Lạc Sơn      |                 |                |                           |           |
| Hữu Lợi      | Huyện Yên Thủy     |                 |                |                           |           |
| Khoan Dụ     | Huyện Lạc Thủy     |                 |                |                           |           |
| Kim Bôi      | Huyện Kim Bôi      |                 |                |                           |           |
| Kim Lập      | Huyện Kim Bôi      |                 |                |                           |           |
| Lạc Lương    | Huyện Yên Thủy     |                 |                |                           |           |
| Lạc Sỹ       | Huyện Yên Thủy     |                 |                |                           |           |
| Lạc Thịnh    | Huyện Yên Thủy     |                 |                |                           |           |
| Lâm Sơn      | Huyện Lương Sơn    |                 |                |                           |           |
| Liên Sơn     | Huyện Lương Sơn    |                 |                |                           |           |
| Lỗ Sơn       | Huyện Tân Lạc      |                 |                |                           |           |
| Mai Hạ       | Huyện Mai Châu     |                 |                |                           |           |
| Mai Hịch     | Huyện Mai Châu     |                 |                |                           |           |
| Miền Đồi     | Huyện Lạc Sơn      |                 |                |                           |           |
| Mông Hóa     | Thành phố Hòa Bình | 43,86           |                |                           |           |
| Mường Chiềng | Huyện Đà Bắc       |                 |                |                           |           |
| Mỹ Hòa       | Huyện Tân Lạc      |                 |                |                           |           |
| Mỵ Hòa       | Huyện Kim Bôi      |                 |                |                           |           |
| Mỹ Thành     | Huyện Lạc Sơn      |                 |                |                           |           |
| Nà Phòn      | Huyện Mai Châu     |                 |                |                           |           |
| Nam Phong    | Huyện Cao Phong    |                 |                |                           |           |
| Nam Thượng   | Huyện Kim Bôi      |                 |                |                           |           |
| Nánh Nghê    | Huyện Đà Bắc       |                 |                |                           |           |
| Ngọc Lâu     | Huyện Lạc Sơn      |                 |                |                           |           |
| Ngọc Lương   | Huyện Yên Thủy     |                 |                |                           |           |
| Ngọc Mỹ      | Huyện Tân Lạc      |                 |                |                           |           |
| Ngọc Sơn     | Huyện Lạc Sơn      |                 |                |                           |           |
| Ngổ Luông    | Huyện Tân Lạc      |                 |                |                           |           |
| Nhân Mỹ      | Huyện Tân Lạc      |                 |                |                           |           |
| Nhân Nghĩa   | Huyện Lạc Sơn      |                 |                |                           |           |
| Nhuận Trạch  | Huyện Lương Sơn    |                 |                |                           |           |
| Nuông Dăm    | Huyện Kim Bôi      |                 |                |                           |           |
| Pà Cò        | Huyện Mai Châu     |                 |                |                           |           |
| Phong Phú    | Huyện Tân Lạc      |                 |                |                           |           |
| Phú Cường    | Huyện Tân Lạc      |                 |                |                           |           |
| Phú Lai      | Huyện Yên Thủy     |                 |                |                           |           |
| Phú Nghĩa    | Huyện Lạc Thủy     |                 |                |                           |           |
| Phú Thành    | Huyện Lạc Thủy     |                 |                |                           |           |
| Phú Vinh     | Huyện Tân Lạc      |                 |                |                           |           |
| Quang Tiến   | Thành phố Hòa Bình | 40,29           |                |                           |           |
| Quý Hòa      | Huyện Lạc Sơn      |                 |                |                           |           |
| Quyết Chiến  | Huyện Tân Lạc      |                 |                |                           |           |
| Quyết Thắng  | Huyện Lạc Sơn      |                 |                |                           |           |
| Sào Báy      | Huyện Kim Bôi      |                 |                |                           |           |
| Sơn Thủy     | Huyện Mai Châu     |                 |                |                           |           |
| Suối Hoa     | Huyện Tân Lạc      |                 |                |                           |           |
| Tân Lập      | Huyện Lạc Sơn      |                 |                |                           |           |
| Tân Minh     | Huyện Đà Bắc       |                 |                |                           |           |
| Tân Mỹ       | Huyện Lạc Sơn      |                 |                |                           |           |
| Tân Pheo     | Huyện Đà Bắc       |                 |                |                           |           |
| Tân Thành    | Huyện Mai Châu     |                 |                |                           |           |
| Tân Vinh     | Huyện Lương Sơn    |                 |                |                           |           |
| Tây Phong    | Huyện Cao Phong    |                 |                |                           |           |
| Thạch Yên    | Huyện Cao Phong    |                 |                |                           |           |
| Thanh Cao    | Huyện Lương Sơn    |                 |                |                           |           |
| Thanh Hối    | Huyện Tân Lạc      |                 |                |                           |           |
| Thanh Sơn    | Huyện Lương Sơn    |                 |                |                           |           |
| Thành Sơn    | Huyện Mai Châu     |                 |                |                           |           |
| Thịnh Minh   | Thành phố Hòa Bình | 30,38           |                |                           |           |
| Thống Nhất   | Huyện Lạc Thủy     |                 |                |                           |           |
| Thu Phong    | Huyện Cao Phong    |                 |                |                           |           |
| Thung Nai    | Huyện Cao Phong    |                 |                |                           |           |
| Thượng Cốc   | Huyện Lạc Sơn      |                 |                |                           |           |
| Tiền Phong   | Huyện Đà Bắc       |                 |                |                           |           |
| Toàn Sơn     | Huyện Đà Bắc       |                 |                |                           |           |
| Tòng Đậu     | Huyện Mai Châu     |                 |                |                           |           |
| Trung Thành  | Huyện Đà Bắc       |                 |                |                           |           |
| Tú Lý        | Huyện Đà Bắc       |                 |                |                           |           |
| Tú Sơn       | Huyện Kim Bôi      |                 |                |                           |           |
| Tuân Đạo     | Huyện Lạc Sơn      |                 |                |                           |           |
| Tự Do        | Huyện Lạc Sơn      |                 |                |                           |           |
| Tử Nê        | Huyện Tân Lạc      |                 |                |                           |           |
| Vạn Mai      | Huyện Mai Châu     |                 |                |                           |           |
| Văn Nghĩa    | Huyện Lạc Sơn      |                 |                |                           |           |
| Văn Sơn      | Huyện Lạc Sơn      |                 |                |                           |           |
| Vân Sơn      | Huyện Tân Lạc      |                 |                |                           |           |
| Vầy Nưa      | Huyện Đà Bắc       |                 |                |                           |           |
| Vĩnh Đồng    | Huyện Kim Bôi      |                 |                |                           |           |
| Vĩnh Tiến    | Huyện Kim Bôi      |                 |                |                           |           |
| Vũ Bình      | Huyện Lạc Sơn      |                 |                |                           |           |
| Xăm Khòe     | Huyện Mai Châu     |                 |                |                           |           |
| Xuân Thủy    | Huyện Kim Bôi      |                 |                |                           |           |
| Xuất Hóa     | Huyện Lạc Sơn      |                 |                |                           |           |
| Yên Bồng     | Huyện Lạc Thủy     |                 |                |                           |           |
| Yên Hòa      | Huyện Đà Bắc       |                 |                |                           |           |
| Yên Mông     | Thành phố Hòa Bình | 24,59           |                |                           |           |
| Yên Nghiệp   | Huyện Lạc Sơn      |                 |                |                           |           |
| Yên Phú      | Huyện Lạc Sơn      |                 |                |                           |           |
| Yên Trị      | Huyện Yên Thủy     |                 |                |                           |           |